# Крюківщина (зупинний пункт)
Крюківщина — закритий зупинний пункт Південно-Західної залізниці (Україна), розташований на дільниці Фастів I — Київ-Волинський між зупинним пунктом Тарасівка (відстань — 2 км) і станцією Вишневе (4 км). Відстань до станції Фастів I — 47 км, до станції Київ-Волинський — 10 км.

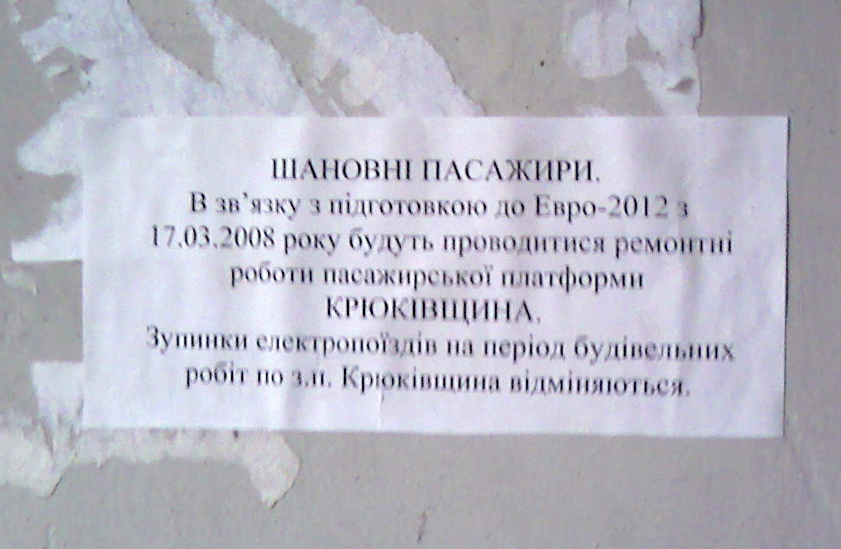
Оголошення про закриття зупинного пункту Крюківщина

Зупинний пункт був відкритий 1974 року. 17 березня 2008 року закритий на реконструкцію. Станом на липень 2013 року зупинний пункт закритий, платформи демонтовані, однак в розкладах і довіднику станцій Крюківщина була присутня ще деякий час. 
Розташовувався в Києво-Святошинському районі неподалік від села Святопетрівське.